# Henri III de Bade-Hachberg
Henri III de Bade-Hachberg (mort en 1330) était de 1289 à 1330 margrave de Bade-Hachberg et seigneur de Kenzingen.

## Biographie
Henri était le fils d'Henri II de Bade-Hachberg et d'Anna d'Üsenberg († 1286 ; en Brisgau). Après la mort de son père, Henri régna d'abord conjointement avec son frère Rodolphe. En 1297, ils confirmèrent le don à l'Ordre Hospitalier de la ville d'Heitersheim, souhaité par leur père.
Le margraviat de Bade-Hachberg fut divisé en 1306 entre Henri et Rodolphe. Le premier reçut la forteresse et les territoires du bas-Brisgau et conserva le titre de margrave de Bade-Hachberg. Le second reçut le château de Sausenbourg et les territoires du haut-Brisgau et prit le titre de margrave d'Hachberg-Sausenbourg. 

### Mariage et descendance
Henri épousa Agnès de Hohenberg (morte le 14 avril 1310) ; ils eurent trois enfants :
- Henri IV, qui succéda à son père en 1330 ;
- Rodolphe, qui devint commandeur de l'Ordre Hospitalier ;
- Herman, qui devint maître de l'Ordre des Chevaliers allemands.

## Sources
- (de) Cet article est partiellement ou en totalité issu de l’article de Wikipédia en allemand intitulé « Heinrich III. (Baden-Hachberg) » (voir la liste des auteurs).
- (de) Johann Christian Sachs, Einleitung in die Geschichte der Marggravschaft und des marggrävlichen altfürstlichen Hauses Baden, Tome Premier, 1764, pages 415 à 428, Francfort et Leipzig.